# Porte du Ried
Porte du Ried [pɔʁt dy ʁid]  est, depuis le 1er janvier 2016, une commune nouvelle française située dans la circonscription administrative du Haut-Rhin et, depuis le 1er janvier 2021, dans le territoire de la Collectivité européenne d'Alsace, en région Grand Est. Elle est issue du regroupement des deux communes de Riedwihr et Holtzwihr.
La création de la nouvelle commune entraîne la transformation des deux anciennes communes en « communes déléguées » dont la création a été entérinée par arrêté du 17 décembre 2015.

## Géographie

### Communes limitrophes
Les communes limitrophes sont Colmar, Jebsheim, Wickerschwihr, Bischwihr et Horbourg-Wihr.
| Ostheim | Illhaeusern   | Jebsheim      |
| Houssen | Porte du Ried | Wickerschwihr |
| Colmar  | Horbourg-Wihr | Bischwihr     |

### Hydrographie

#### Réseau hydrographique

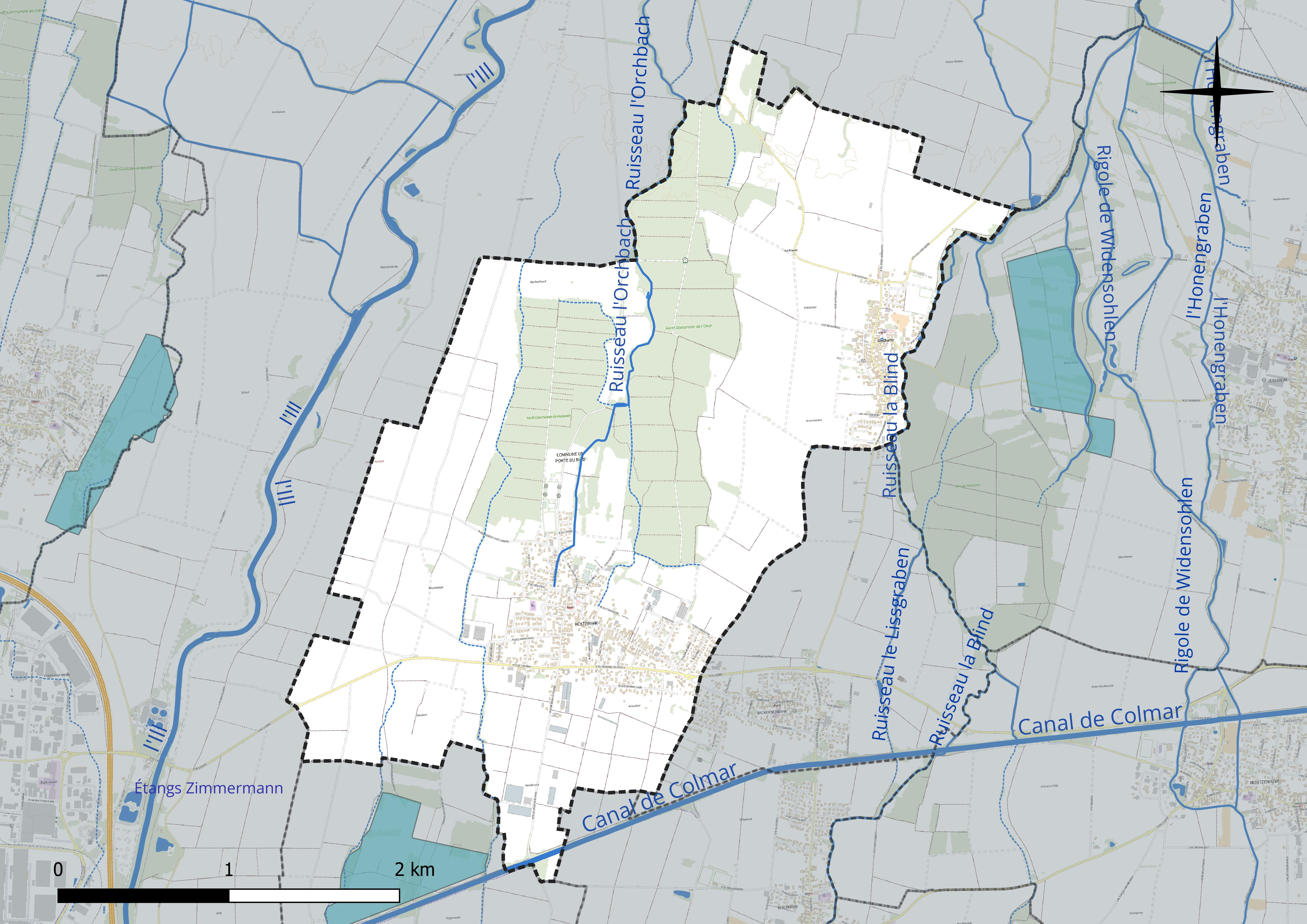
Réseau hydrographique de Porte du Ried.

La commune est dans le bassin versant du Rhin au sein du bassin Rhin-Meuse. Elle est drainée par le canal de Colmar, le ruisseau la Blind et le ruisseau l'Orchbach,.
Le canal de Colmar, d'une longueur de 14 km, est un canal, chenal non navigable qui relie la commune de Kunheim à Artzenheim, où il se jette dans le canal du Rhône au Rhin.
La Blind, d'une longueur de 22 km, prend sa source dans la commune de Muntzenheim et se jette  dans l'Ill à Muttersholtz, après avoir traversé douze communes.
L'Orchbach, d'une longueur de 10 km, prend sa source dans la commune  et se jette  dans le Neugraben à Illhaeusern, après avoir traversé trois communes.

#### Gestion et qualité des eaux
Le territoire communal est couvert par le schéma d'aménagement et de gestion des eaux (SAGE) « Ill Nappe Rhin ». Ce document de planification concerne la nappe phréatique rhénane, les cours d'eau de la plaine d'Alsace et du piémont oriental du Sundgau, les canaux situés entre l'Ill et le Rhin et les zones humides de la plaine d'Alsace. Le périmètre s’étend sur 3 596 km2. Il a été approuvé le 17 janvier 2005. La structure porteuse de l'élaboration et de la mise en œuvre est la région Grand Est.
La qualité des cours d’eau peut être consultée sur un site dédié géré par les agences de l’eau et l’Agence française pour la biodiversité.

### Climat
Pour des articles plus généraux, voir Climat du Grand Est et Climat du Haut-Rhin.
En 2010, le climat de la commune est de type climat océanique altéré, selon une étude du Centre national de la recherche scientifique s'appuyant sur une série de données couvrant la période 1971-2000. En 2020, Météo-France publie une typologie des climats de la France métropolitaine dans laquelle la commune est exposée à un climat semi-continental et est dans la région climatique Alsace, caractérisée par une pluviométrie faible, particulièrement en automne et en hiver, un été chaud et bien ensoleillé, une humidité de l’air basse au printemps et en été, des vents faibles et des brouillards fréquents en automne (25 à 30 jours).
Pour la période 1971-2000, la température annuelle moyenne est de 10,5 °C, avec une amplitude thermique annuelle de 17,9 °C. Le cumul annuel moyen de précipitations est de 553 mm, avec 7,8 jours de précipitations en janvier et 8,9 jours en juillet. Pour la période 1991-2020, la température moyenne annuelle observée sur la station météorologique de Météo-France la plus proche, « Colmar-Inra », sur la commune de Colmar à 6 km à vol d'oiseau, est de 11,3 °C et le cumul annuel moyen de précipitations est de 558,0 mm. 
La température maximale relevée sur cette station est de 39,6 °C, atteinte le 13 août 2003 ; la température minimale est de −22,5 °C, atteinte le 22 février 1986,,.
Les paramètres climatiques de la commune ont été estimés pour le milieu du siècle (2041-2070) selon différents scénarios d'émission de gaz à effet de serre à partir des nouvelles projections climatiques de référence DRIAS-2020. Ils sont consultables sur un site dédié publié par Météo-France en novembre 2022.

## Urbanisme

### Typologie
Au 1er janvier 2024, Porte du Ried est catégorisée petite ville, selon la nouvelle grille communale de densité à sept niveaux définie par l'Insee en 2022.
Elle appartient à l'unité urbaine de Porte du Ried, une agglomération intra-départementale regroupant trois  communes, dont elle est ville-centre,,. Par ailleurs la commune fait partie de l'aire d'attraction de Colmar, dont elle est une commune de la couronne,. Cette aire, qui regroupe 95 communes, est catégorisée dans les aires de 50 000 à moins de 200 000 habitants,.

## Politique et administration
| Période        | Période     | Identité       | Étiquette | Qualité |
| -------------- | ----------- | -------------- | --------- | ------- |
| 7 janvier 2016 | 29 mai 2020 | Bernard Gerber | LR        |         |
| 29 mai 2020    | En cours    | Christian Durr |           |         |

Jusqu'aux prochaines élections municipales de 2020, le conseil municipal de la nouvelle commune était constitué de l'ensemble des conseillers municipaux des anciennes communes.

## Démographie
| Nom               | Code Insee | Intercommunalité        | Superficie (km2) | Population (dernière pop. légale) | Densité (hab./km2) |
| ----------------- | ---------- | ----------------------- | ---------------- | --------------------------------- | ------------------ |
| Holtzwihr (siège) | 68143      | CC du Pays du Ried Brun | 6,45             | 1 353 (2013)                      | 210                |
| Riedwihr          | 68272      | CC du Pays du Ried Brun | 3,04             | 403 (2013)                        | 133                |